# Alex Gurney (auteur)
Ne doit pas être confondu avec Alex Gurney.
Alexander George Gurney, dit Alex Gurney (1902-1955) est un auteur de bande dessinée australien surtout connu comme créateur en 1939 du comic strip humoristique Bluey and Curley, série australienne très populaire dans les années 1940 et 1950.